# الکساندروس نیکولایدیس
الکساندروس نیکولایدیس (زاده ۱۷ اکتبر ۱۹۷۹ در تسالونیک) تکواندوکار یونانی است. در بازی‌های المپیک ۲۰۰۴ که در آتن برگزار شد، بعد از باخت به مون دائه سونگ از کره جنوبی در بازی نهایی، موفق به کسب مدال نقره گردید.
الکساندروس نیکولایدیس در ۲۴ مارس ۲۰۰۸، این افتخار را داشت که اولین حامل مشعل المپیک تابستانی ۲۰۰۸ باشد.